# 1487
1487 је била проста година.